# Wookiee
Os Wookiees são uma raça fictícia do universo de Star Wars. São grandes humanoides peludos de constituição forte e cultura tribal.
Os wookies costumam ter cerca de 2,1 m de altura e uma pelagem natural uniforme que cobre todo o seu corpo. Habitam o planeta Kashyyyk, e fazem seu lar nas altas copas das árvores do planeta. Wookies tem uma longevidade muito acima do normal devido a sua forte ligação natural com a Força. Um famoso representante da raça dos Wookiees é Chewbacca, o copiloto da Millennium Falcon, a nave de Han Solo, que foi substituído pela jovem Rey.

## Características
Os Wookiees adultos são geralmente mais altos do que os Humanos e possuem cerca de 2,10 metros de altura. Os Wookies também possuem muita força física e olfato apurado, além disso também se caracterizam como excelentes atiradores. Wookiees saudáveis costumam viver cerca de 350 anos.
Os Wookiees são extremamente dedicados, leais e muito amigáveis, valorizando a dádiva da vida. Apesar da aparência pouco confiável, os Wookiees são muito dispostos e possuem certo grau de entendimento sobre mecanismos e robótica.
Os Wookiees também valorizam a compaixão e a coragem e veneram a imagem de família honrosa. Os Wookiees são conhecidos na Galáxia por respeitar as raças vizinhas e até mesmo as mais distantes, chegando a considerar amigos e próximos como membros da família. No caso de Chewbacca, o Wookiee considera Han Solo, Leia Organa e Luke Skywalker seus parentes. Os Wookiees são muito sensitivos à Força, um deles é Lowbacca, sobrinho de Chewbacca.

## Linguagem e comunicação
A linguagem dos Wookiees é o Shyriiwook. Wookiees são capazes de compreender o Galactic Basic, mas geralmente suas cordas vocais não são geneticamente preparadas para falar o idioma. Na trilogia original de Star Wars, somente Han Solo (além dos outros Wookies) é capaz de compreender seu companheiro Chewbacca.